# Roca Cagalera (la Pobla de Claramunt)
|  | Aquest article tracta sobre Roca Cagalera (La Pobla de Claramunt). Vegeu-ne altres significats a «Roca Cagalera (Capmany)». |

La Roca Cagalera és una muntanya de 384 metres que es troba al municipi de la Pobla de Claramunt, a la comarca de l'Anoia.